# Dominicas de la Congregación Romana de Santo Domingo
La Congregación Romana de Santo Domingo (oficialmente en italiano: Suore domenicane della Congregazione romana di San Domenico) es un instituto religioso católico femenino, de vida apostólica y de derecho pontificio, fundado en 1959 con la unión de cinco congregaciones dominicas de origen francés. A las religiosas de este instituto se les conoce como Dominicas de la Congregación Romana de Santo Domingo o simplemente como dominicas romanas. Las mujeres de esta congregación posponen a sus nombres las siglas C.R.S.D.

## Historia
El instituto nace a partir de la unión de cinco pequeñas congregaciones francesas de hermanas dominicas entre 1956 y 1957:
- Dominicas del Sangrado Corazón de Hardinghen
- Dominicas del Santísimo Rosario de Sèvres
- Dominicas de la Santísima Trinidad de Chalon-sur-Saône
- Dominicas de la Congregación de Santo Domingo de Nancy
- Dominicas de Nuestra Señora del Santísimo Rosario y de Santo Tomás de Aquino de Livry-sur-Seine

El decreto de erección canónica fue emanado el 9 de diciembre de 1959, mediante decretum laudis del papa Juan XXIII y fue agregada a la Orden de los Predicadores el 10 de enero de 1960. El 18 de febrero de 2016 se unieron a la congregación romana, las Hermanas Dominicas de Gramond, fundadas en 1843 por Pierre Combal y Anne Marie Boutonnet, en Gramond (Francia).

## Organización
La Congregación Romana de Santo Domingo de Siena es un instituto religioso de derecho pontificio y centralizado, cuyo gobierno es ejercido por una priora general. La sede central se encuentra en Roma (Italia).
Las dominicas romanas se dedican a la educación e instrucción cristiana de la juventud y de los adultos, a través de los institutos de enseñanza y de la catequesis. Estas religiosas forman parte de la familia dominica y visten un hábito compuesto por una túnica, escapulario y esclavina blanca, con un velo negro. En 2017, el instituto contaba con 355 religiosas y 50 comunidades, presentes en Benín, Brasil, Canadá, Chile, España, Estados Unidos, Francia, Italia, Japón, Suecia y Suiza.